# الکساندر مارست
الکساندر مارست (انگلیسی: Alexander Marcet؛ ۱۷۷۰ – ۱۹ اکتبر ۱۸۲۲) پزشک، شیمی‌دان اهل سوئیس بود.
وی همچنین برندهٔ جوایزی همچون همکار انجمن سلطنتی شده‌است.